# Alexandra Nikolajevna Romanovová

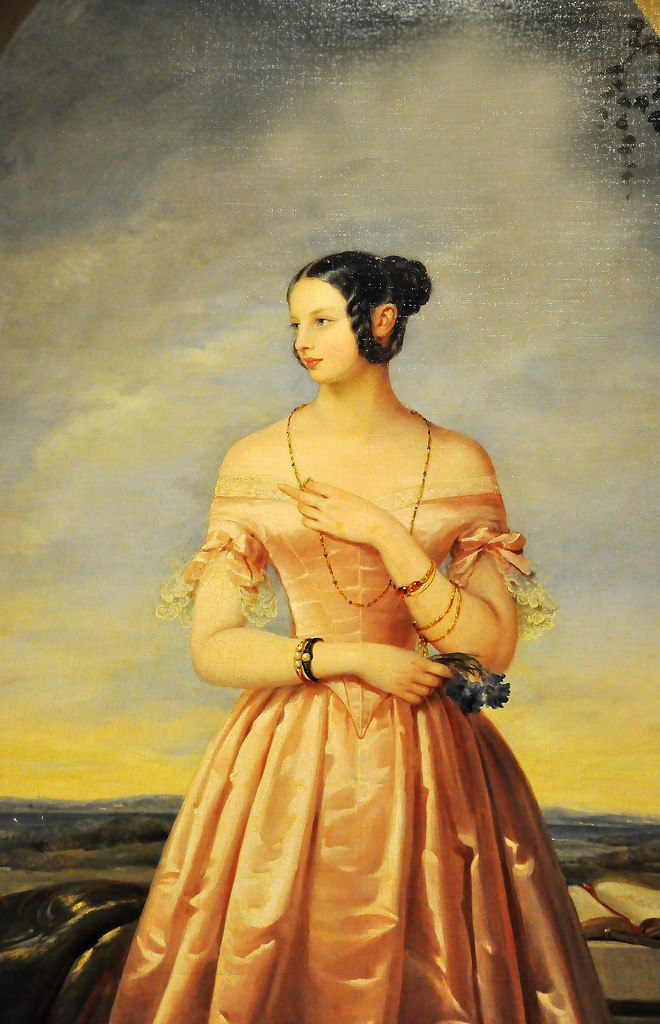
Velkokněžna Alexandra Nikolajevna na portrétu z roku 1840

Alexandra Nikolajevna Romanovová (rusky Александра Николаевна, 12. červnajul./ 24. června 1825greg., Petrohrad – 29. červencejul./ 10. srpna 1844greg. 1844, Carské Selo) byla rodem ruská velkokněžna a sňatkem dědičná princezna von Hessen-Kassel zu Rumpenheim.

## Biografie

### Původ, mládí
Narodila se jako čtvrtý potomek/třetí dcera ze sedmi dětí ruského cara Mikuláše I. a jeho manželky Alexandry Fjodorovny. Své jméno dostala po tetě z otcovy strany, v rodinném kruhu ji nazývali zdrobněle „Adini“. Vyrůstala ve velké, šťastné rodině – soužití jejích rodičů bylo jedním z těch manželství v historii politicko-dynastických spojení, v němž panovala láska a vzájemná úcta, ona sama pak byla miláčkem svých rodičů, především otce. Říkalo se, že je velmi podobná na svou babičku z matčiny strany, pruskou královnu Luisu Meklenbursko-Střelickou (1776–1810).

### Výchova a vzdělání
Jako ostatní děti carské rodiny byla Alexandra do pěti let pod dohledem chůvy Marji Vasiljevny Kajsovské. Poté dostala první guvernantku. Základními předměty výuky byly aritmetika, všeobecné a ruské dějiny, fyzika. Důraz byl kladen na výuku jazyků – francouzštiny, němčiny a angličtiny. Už od útlého dětství se svou povahou a chováním lišila od svých sester, milovala samotu a klid, udivovala svou neobvyklou dobrotou. Byla mimořádně hudebně nadaná, měla pozoruhodný hlas; studovala hudbu a brala lekce u slavné sopranistky Henriette Sontag a u italského skladatele C. E. Solivy. Po roce studia se však její hlas začal měnit a rytmus dýchání začal být místy nepravidelný. Lékaři připustili onemocnění plic.

### Manželství

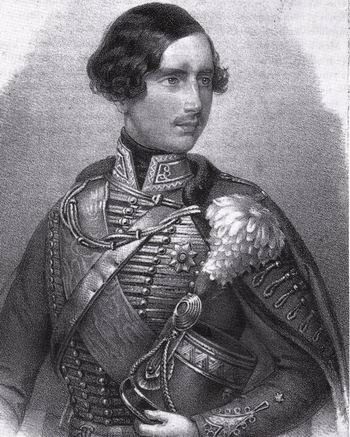
Alexandřin manžel Fridrich Vilém Hesensko-Kasselský

V létě roku 1843 pozval car Nikolaj I. na návštěvu Ruska syna lankraběte Viléma Hesensko-Kasselského, prince Fridricha-Viléma (1820–1884), možného následníka dánského trůnu. Princ pobýval několik týdnů v Petrohradě, kde carská rodina obvykle trávila letní měsíce. Mladý krasavec si svým prostým chováním dobyl srdce mnohých, ne však všech: např. velkokněžně Olze Nikolajevně, starší sestře Alexandry, se princ zdál «nevýrazný a bez vlastních názorů». Všichni domnívali, že požádá o ruku právě ji, ukázalo se však, že se všichni mýlili: brzy vešlo ve známost, že princ Fridrich Vilém učinil návrh Alexandře, která na něho hluboce zapůsobila nejen svým půvabem a hlubokou duší, ale i svým kouzelným hlasem. Údajně přišla do kabinetu svého otce a na kolenou jej prosila o souhlas se sňatkem, s tím, že přes pravidla etikety dala princi naději v možnost jejich štěstí. Nikolaj I. dceři požehnal, třebaže věděl, že pár bude žít v Dánsku, s nímž v té době Rusko nepojily žádné blízké příbuzenské svazky, vysvětlil jí však, že nemůže otázku rozhodnout definitivně: vždyť Fridrich Vilém byl synovec bezdětného dánského krále Kristiána VIII. a jako takový pretendentem dánského trůnu, proto bylo třeba získat nejprve i souhlas dánského panovníka. Ani na této straně však nebylo překážek a svatba byla naplánována na leden příštího roku. Do té doby se mladý pár musel rozloučit.
Nedlouho před svatbou u Alexandry zjistili tuberkulózu. Tuto strašnou zprávu (v té době byly souchotě nevyléčitelnou nemocí) sdělil Mikuláši I. jeho osobní lékař Mandt, který s touto Jobovou zvěstí speciálně přijel do Anglie, kde tou dobou panovník pobýval na návštěvě. Řekl carovi, že jedna velkokněžnina plíce je již natolik zasažena, že není naděje na uzdravení. Car přerušil návštěvu a vrátil se do Petrohradu. Když sem přijel nedlouho před svatbou Fridrich Vilém, pozoroval na své nevěstě změnu – na tvářích chorobnou bledost, častý kašel. Přesto se to nezdálo být důvodem pro odklad svatby. Svatební obřad se uskutečnil 16. lednajul./ 28. ledna 1844greg. roku 1844 v Petrohradě. Mladí novomanželé po svatbě neopustili Rusko, jak se původně předpokládalo, kvůli nalomenému Alexandřinu zdraví neodjeli do Hesenska a zůstali v Petrohradě, usadivše se prozatím v Zimním paláci; velkokněžna čekala dítě a carevna Alexandra Fjodorovna chtěla, aby jí dcera v této době byla nablízku.

### Smrt
Manželské štěstí mladého páru netrvalo dlouho. Alexandřina nemoc rychle postupovala. 28. července, sedm měsíců po svatbě, porodila velkokněžna předčasně (tři měsíce před termínem) syna, který dostal jméno Vilém a téhož dne zemřel; den po něm zemřela i ona sama. «Buďte šťastni», to byla její poslední slova. Její otec plakal, neskrývaje slz. Smrt dcery považoval za trest nebes za krev prolitou při potlačení povstání děkabristů v roce 1825.
Alexandra Nikolajevna byla pohřbena se svým synkem v náručí v chrámu sv. Petr a Pavla v Petropavlovské pevnosti v Petrohradu. Později byly jejich ostatky přeneseny do velkoknížecí hrobky, vybudované v roce 1908.

## Památky
Památku velkokněžny připomínají např.:
- Alexandrinská ženská klinika na Naděždinské ulici v Petrohradě
- dětský útulek, nazvaný jejím jménem, postavený v Petrohradě v letech 1846-1848
- v Carském Selu, kde skončily její dny, velkolepý památník v podobě kaple se sochou velkokněžny se synkem na rukou, vybudovaný roku 1850
- v parku v Peterhofu pamětní lavička

## Vývod z předků
|                                  |                                       |  |                     |                                              |  |  |  |  |  |  |  | Karel Fridrich Holštýnsko-Gottorpský |
|                                  |                                       |  |                     |                                              |  |  |  |  |  |  |  |                                      |
|                                  | Petr III. Ruský                       |  |                     |                                              |  |  |  |  |  |  |  |                                      |
|                                  |                                       |  |                     |                                              |  |  |  |  |  |  |  |                                      |
|                                  |                                       |  |                     | Anna Petrovna                                |  |  |  |  |  |  |  |                                      |
|                                  |                                       |  |                     |                                              |  |  |  |  |  |  |  |                                      |
|                                  | Pavel I. Ruský                        |  |                     |                                              |  |  |  |  |  |  |  |                                      |
|                                  |                                       |  |                     |                                              |  |  |  |  |  |  |  |                                      |
|                                  |                                       |  |                     | Kristián August Anhaltsko-Zerbstský          |  |  |  |  |  |  |  |                                      |
|                                  |                                       |  |                     |                                              |  |  |  |  |  |  |  |                                      |
|                                  | Kateřina II. Veliká                   |  |                     |                                              |  |  |  |  |  |  |  |                                      |
|                                  |                                       |  |                     |                                              |  |  |  |  |  |  |  |                                      |
|                                  |                                       |  |                     | Johana Alžběta Holštýnsko-Gottorpská         |  |  |  |  |  |  |  |                                      |
|                                  |                                       |  |                     |                                              |  |  |  |  |  |  |  |                                      |
|                                  | Mikuláš I. Pavlovič                   |  |                     |                                              |  |  |  |  |  |  |  |                                      |
|                                  |                                       |  |                     |                                              |  |  |  |  |  |  |  |                                      |
|                                  |                                       |  |                     | Karel Alexandr Württemberský                 |  |  |  |  |  |  |  |                                      |
|                                  |                                       |  |                     |                                              |  |  |  |  |  |  |  |                                      |
|                                  | Fridrich II. Evžen Württemberský      |  |                     |                                              |  |  |  |  |  |  |  |                                      |
|                                  |                                       |  |                     |                                              |  |  |  |  |  |  |  |                                      |
|                                  |                                       |  |                     | Marie Augusta Thurn-Taxis                    |  |  |  |  |  |  |  |                                      |
|                                  |                                       |  |                     |                                              |  |  |  |  |  |  |  |                                      |
|                                  | Žofie Dorota Württemberská            |  |                     |                                              |  |  |  |  |  |  |  |                                      |
|                                  |                                       |  |                     |                                              |  |  |  |  |  |  |  |                                      |
|                                  |                                       |  |                     | Fridrich Vilém Braniborsko-Schwedtský        |  |  |  |  |  |  |  |                                      |
|                                  |                                       |  |                     |                                              |  |  |  |  |  |  |  |                                      |
|                                  | Bedřiška Braniborsko-Schwedtská       |  |                     |                                              |  |  |  |  |  |  |  |                                      |
|                                  |                                       |  |                     |                                              |  |  |  |  |  |  |  |                                      |
|                                  |                                       |  |                     | Žofie Dorota Pruská                          |  |  |  |  |  |  |  |                                      |
|                                  |                                       |  |                     |                                              |  |  |  |  |  |  |  |                                      |
| Alexandra Nikolajevna Romanovová |                                       |  |                     |                                              |  |  |  |  |  |  |  |                                      |
|                                  |                                       |  |                     |                                              |  |  |  |  |  |  |  |                                      |
|                                  |                                       |  | August Vilém Pruský |                                              |  |  |  |  |  |  |  |                                      |
|                                  |                                       |  |                     |                                              |  |  |  |  |  |  |  |                                      |
|                                  | Fridrich Vilém II.                    |  |                     |                                              |  |  |  |  |  |  |  |                                      |
|                                  |                                       |  |                     |                                              |  |  |  |  |  |  |  |                                      |
|                                  |                                       |  |                     | Luisa Amálie Brunšvicko-Wolfenbüttelská      |  |  |  |  |  |  |  |                                      |
|                                  |                                       |  |                     |                                              |  |  |  |  |  |  |  |                                      |
|                                  | Fridrich Vilém III.                   |  |                     |                                              |  |  |  |  |  |  |  |                                      |
|                                  |                                       |  |                     |                                              |  |  |  |  |  |  |  |                                      |
|                                  |                                       |  |                     | Ludvík IX. Hesensko-Darmstadtský             |  |  |  |  |  |  |  |                                      |
|                                  |                                       |  |                     |                                              |  |  |  |  |  |  |  |                                      |
|                                  | Frederika Luisa Hesensko-Darmstadtská |  |                     |                                              |  |  |  |  |  |  |  |                                      |
|                                  |                                       |  |                     |                                              |  |  |  |  |  |  |  |                                      |
|                                  |                                       |  |                     | Karolína Falcko-Zweibrückenská               |  |  |  |  |  |  |  |                                      |
|                                  |                                       |  |                     |                                              |  |  |  |  |  |  |  |                                      |
|                                  | Šarlota Pruská                        |  |                     |                                              |  |  |  |  |  |  |  |                                      |
|                                  |                                       |  |                     |                                              |  |  |  |  |  |  |  |                                      |
|                                  |                                       |  |                     | Karel Ludvík Fridrich Meklenbursko-Střelický |  |  |  |  |  |  |  |                                      |
|                                  |                                       |  |                     |                                              |  |  |  |  |  |  |  |                                      |
|                                  | Karel II. Meklenbursko-Střelický      |  |                     |                                              |  |  |  |  |  |  |  |                                      |
|                                  |                                       |  |                     |                                              |  |  |  |  |  |  |  |                                      |
|                                  |                                       |  |                     | Alžběta Sasko-Hildburghausenská              |  |  |  |  |  |  |  |                                      |
|                                  |                                       |  |                     |                                              |  |  |  |  |  |  |  |                                      |
|                                  | Luisa Meklenbursko-Střelická          |  |                     |                                              |  |  |  |  |  |  |  |                                      |
|                                  |                                       |  |                     |                                              |  |  |  |  |  |  |  |                                      |
|                                  |                                       |  |                     | Jiří Vilém Hesensko-Darmstadtský             |  |  |  |  |  |  |  |                                      |
|                                  |                                       |  |                     |                                              |  |  |  |  |  |  |  |                                      |
|                                  | Frederika Hesensko-Darmstadtská       |  |                     |                                              |  |  |  |  |  |  |  |                                      |
|                                  |                                       |  |                     |                                              |  |  |  |  |  |  |  |                                      |
|                                  |                                       |  |                     | Marie Leiningensko-Falkenbursko-Dagsbursá    |  |  |  |  |  |  |  |                                      |
|                                  |                                       |  |                     |                                              |  |  |  |  |  |  |  |                                      |